# Järvenpää
Järvenpää (in svedese Träskända) è una città finlandese di 45630 abitanti, situata nella regione dell'Uusimaa.
Deve la sua fama al compositore Jean Sibelius, che visse qui nella residenza chiamata "Ainola". Tale villa porta l'importante firma di Lars Sonck (autore tra le tante opere della borsa di Helsinki e della cattedrale di Tampere) e anche grazie al suo romantico giardino è oggi attrazione aperta al pubblico.
La cittadina, il cui nome significa "capo" o "termine del lago", si trova in prossimità del lago Tuusula, famoso a tutti gli artisti finlandesi a cavallo tra il XIX ed il XX secolo. Qui molti di loro soggiornarono ritraendo i suoi calmi paesaggi.
Järvenpää è raggiungibile facilmente in treno, in soli 30 minuti dalla capitale Helsinki.

## Società

### Lingue e dialetti
Il finlandese è l'unica lingua ufficiale di Järvenpää.
| %     | Ripartizione linguistica (gruppi principali) |
| ----- | -------------------------------------------- |
| 0,9%  | madrelingua svedese                          |
| 95,2% | madrelingua finlandese                       |

## Amministrazione

### Gemellaggi
- Vác,  Ungheria
- Rødovre,  Danimarca
- Lørenskog,  Norvegia
- Täby,  Svezia
- Jõgeva,  Estonia
- Volchov,  Russia
- Buchholz in der Nordheide,  Germania
- Pasadena,  Stati Uniti
- Crespano